# Adenomus dasi
Adenomus dasi és una espècie d'amfibi pertanyent a la família dels bufònids.

## Distribució geogràfica
Viu a Sri Lanka.

## Estat de conservació
Està amenaçada d'extinció, ja que la distribució molt restringida d'aquesta espècie fa que sigui molt susceptible a la contaminació de l'aigua de les plantacions de te adjacents i als impactes negatius del turisme a la zona.